# Cantón de Meyzieu
El cantón de Meyzieu (en francés canton de Meyzieu) era una división administrativa francesa, que estaba situada en el departamento de Ródano, de la región de Ródano-Alpes.

## Composición
El cantón estaba formado por siete comunas:
- Colombier-Saugnieu
- Jonage
- Jons
- Meyzieu
- Pusignan
- Saint-Bonnet-de-Mure
- Saint-Laurent-de-Mure

## Supresión del cantón
En aplicación del Artículo L3611-1 del Código general de las colectividades territoriales francesas, el uno de enero de  2015 dos de las comunas del cantón de Meyzieu, Jonage y Meyzieu, pasaron a formar parte de la Metrópoli de Lyon, y en aplicación del decreto nº 2014-267 de 27 de febrero de 2014; el 1 de abril de 2015, las cinco comunas que quedaban, pasaron a formar parte del nuevo cantón de Genas.